# Хризантемин
Хризантемин является природным антоцианом и производным от цианидина. Это цианидина-3-глюкозид.

## Нахождение
Хризантемин можно найти в розелле (Hibiscus sabdariffa, Malvaceae), различных японских покрытосеменных растениях, рапонтикуме сафлоровидном,  плодах калины (Viburnum dentatum, Caprifoliaceae).

### В пище
Хризантемин был обнаружен в жмыхе черной смородины, бузине европейской, красной малине, кожуре семян сои, сливе Виктория, персике, личи и асаи. Он содержится в красных апельсинах и черном рисе, соевых бобах. 
| Ягоды и плоды                    | Содержание, мг/100г |
| -------------------------------- | ------------------- |
| Бузина чёрная                    | 794,1               |
| Ежевика                          | 138,7               |
| Смородина чёрная                 | 25                  |
| Арония черноплодна               | 19,6                |
| Виноград летний Vitis aestivalis | 18,7                |
| Малина                           | 14,8                |
| Маслины                          | 10,6                |
| Голубика узколистная             | 7,4                 |
| Брусника                         | 1,42                |

## Влияние на организм
Хризантемин способен снижать инсулинорезистентность, оказывает защитное действие на клетки сетчатки. Обладает антиоксидантным и противовоспалительным действием, уменьшает ишемию-реперфузию миокарда. Обнаружено потенциально гепатопротекторное действие цианидин-3-глюкозида при повреждении печени, связанном с окислительным стрессом, благодаря своей антиоксидантной активности. Цианидин-3-глюкозид черного риса оказывает антигипергликемическое и антиостеопорозное действие.

### Противораковый эффект
Хризантемин обладает противораковым эффектом и химиопрофилактическими свойствами.

### Антидиабетическое действие
У крыс с экспериментально инициированным диабетом существенно улучшались память и способность к обучению при длительном введении в рацион цианидин-3-глюкозида. Защищает бета-клетки поджелудочной железы от апоптоза, вызванного окислительным стрессом, тем самым указывая на важную роль хризантемина в качестве антидиабетического агента. Цианидин-3-глюкозид черного риса может защищать от диабетической нефропатии

### Лечение ожирения
Цианидин-3-глюкозида может обеспечить безопасный и эффективный подход к профилактике и лечению ожирения, вызванного диетой с высоким содержанием жиров и фруктозы. Данный антоциан увеличивает расход энергии у мышей с ожирением, увеличивает количество митохондрий и их функцию в бурой жировой ткани и белой жировой ткани.

## Написание в зарубежных публикациях
В зарубежных научных публикациях о хризантемине пишут по-разному: chrysontenin, glucocyanidin, asterin, chrysanthemin, purple corn color, kuromanin, kuromanin chloride, cyanidin 3-glucoside, cyanidol 3-glucoside, cyanidine 3-glucoside, cyanidin 3-O-glucoside, cyanidin-3-O-beta-D-glucoside, cyanidin 3-monoglucoside, C3G.